# 钻石尘

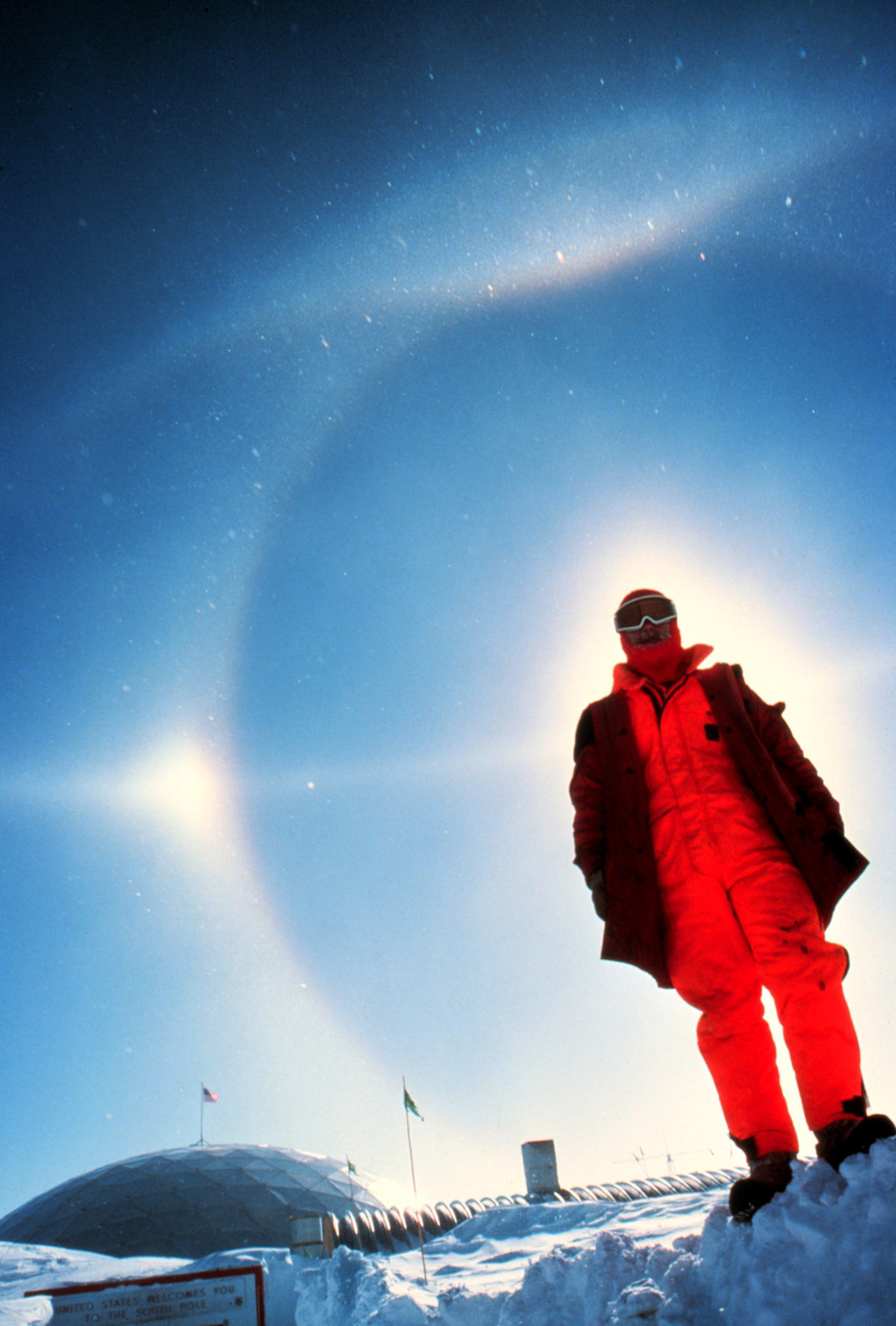
1980年南極發生的日暈，形成了幻日、22度日暈、幻日環、上正切暈弧和巴萊弧。這時鑽石塵在相機附近形成了可見的個體顆粒。

鑽石塵（英語：Diamond dust）是一种能在地面附近观测到的微小冰块。亦作「鑽石粉塵」或「钻石星尘」，有的稱作「冰晶」。
这些小冰块经常出现在逆温时期，热空气与冷空气混合的时候。尽管鑽石塵可能在任何地方被观测到，但它最常见的出现地点是南极洲，在那里它几乎是全年出现。
鑽石塵与雾非常相似，但是雾是由小水珠构成的，而鑽石塵是由微小冰塊所形成。另外，如果出现雾，那么能见度将会大大降低，但鑽石塵一般情况下非常小所以不会对能见度造成太大的影响。